# Линия Брайтон, Би-эм-ти
Линия Брайтон, Би-эм-ти ( (англ.) Brighton Line) — линия дивизионов BMT и IND метрополитена Нью-Йорка. Следует из центрального Бруклина на юг к району Брайтон-Бич и далее на запад к району Кони-Айленд. Обслуживается маршрутами: B (в будни днём и вечером до 23:00), D (ночью) и Q (круглосуточно).

## История
- Линия открылась 2 июля 1878 года, задолго до основания Нью-Йоркского метрополитена.
- Первоначально линия работала как прогулочная железная дорога от южного входа в Проспект-парк (ближе к центру Бруклина) до районов в пляжной (тогда курортной) зоне Брайтон-Бич и Кони Айленд.
- Срочно возник вопрос о том, где брать и как доставлять пассажиров к этой точке, поэтому городские власти поспособствовали формированию Kings County Elevated Railway, идущей далее по Фултон-Стрит, к Бруклинскому мосту, который был построен тоже в 1883 году. Строительство этой соединительной ветки было закончено в 1896 году.
- Затем Брайтон-Лайн стала под руководство компании Brooklyn Rapid Transit, то есть Скоростной транспорт Бруклина. Эта компания долгое время контролировала многие трамвайные, троллейбусные и автобусные маршруты Бруклина и Куинса. Следует помнить, что до 1898 года Бруклин, Манхэттен и Куинс были отдельными городами. В результате линия была электрифицирована, и её использовали трамваи многих маршрутов.
- В 1923 году компания Brooklyn Rapid Transit преобразовалась в Brooklyn-Manhattan Transit Corporation.

## Маршрут линии
Первоначально линия шла от станции Бедфорд, находившейся на пересечении Атлантик-авеню и Франклин-авеню. Это было рядом с ветвью Лонг-Айлендской железной дороги, идущей в центр Бруклина. Оттуда линия шла по обособленному полотну с переездами примерно до Парк Плейс, где и переходила в «канавку», которая первоначально вела от центра Бруклина до пересечения с Беверли-Роуд.
Сегодня эти места являются частями BMT Franklyn Avenue Line, BMT Brighton Line. Далее линия проходила по поверхности земли, на юг до самого Брайтона. С кучей переездов, через те места, которые сегодня известны как районы Флэтбус, Флэтлендс, Кингс-Роуд, Шипшед Бэй.

### Подземное продление к центру Бруклина
Было осуществлено, когда уже линия была под руководством BRT. В тоннеле были построены станции Седьмая авеню, Атлантик-авеню, Декальб-авеню, откуда уже прямой выход на Манхэттенский мост, ведущий в Манхэттен.

### Избавление от железнодорожных переездов

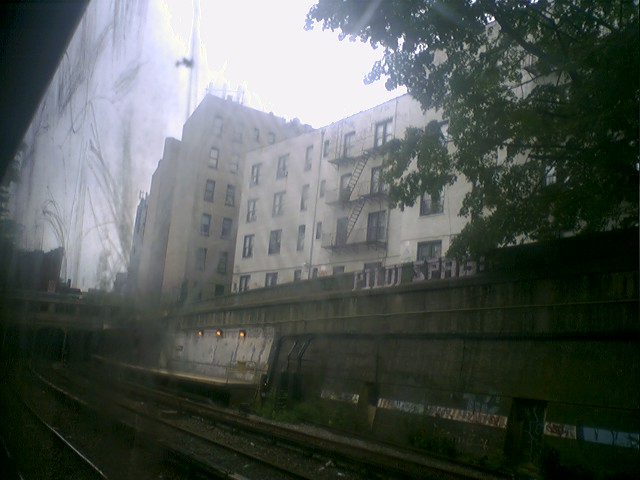
К югу от станции Проспект-парк

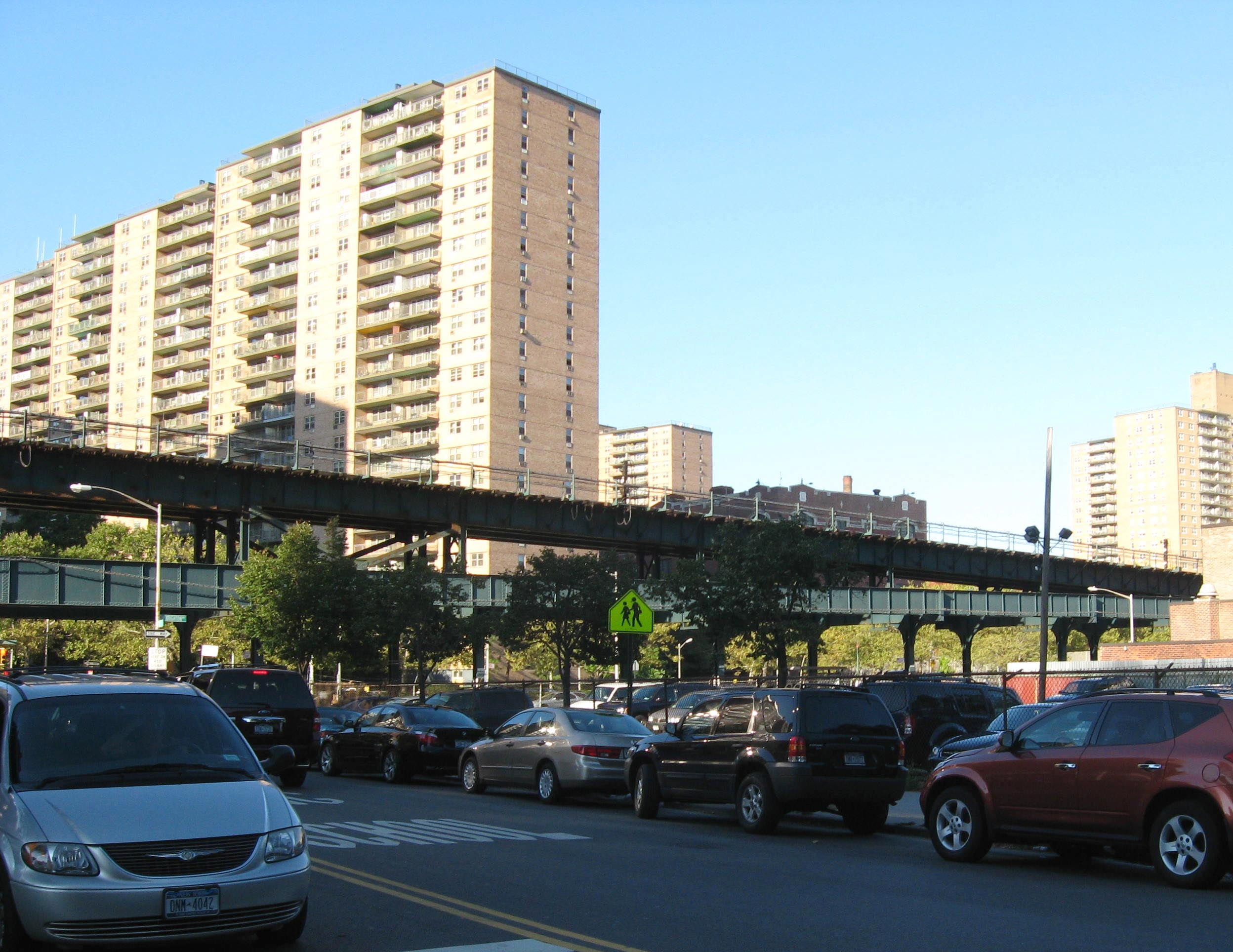
Эстакада линии метро BMT Brighton line — на перегоне Ошен-Паркуэй — Уэст Восьмая улица

В общей массе проводилось в период 1903—1908. В общей протяжённости от Проспект-парка и до Брайтона, линия была переделана из двухпутной в четырёхпутную, какой она является сегодня.
Там, где сейчас находится линия Франклин-авеню, наземные места линии были переделаны в эстакаду.
К югу от Беверли-роуд часть наземной линии от Черч-авеню до станции Авеню Эйч была заглублена. Оттуда до самого Шипсхед-Бэй и Нептун-авеню линия была поднята на насыпь с мостами под железнодорожным полотном. Далее она следовала по эстакаде на Брайтон-Бич и Кони-Айленд.
При проезде под путепроводами от Проспект-парка до Беверли-авеню создаётся ощущение попадания в метротоннели. От Беверли до Ньюкирк — более открытые путепроводы, обычные мосты.
К западу от станции Брайтон-Бич линия проходит то 6-путной эстакаде, над Брайтон-Бич-авеню. К западу от платформ от каждой пары путей (локальный-экспресс) ответвляется ещё один путь, в обоих направлениях. В результате, только крайние пути являются маршрутными. По ним проходят поезда маршрута Q. Внутренние четыре пути используются как пути отстоя, для поездов экспресс-маршрута B, у которых на Брайтон-Бич конечная. Иногда «третьи от края эстакады» пути используются для нулевых рейсов поездов N, а также как служебные, и запасные при ремонте крайних локальных путей, которые использует маршрут Q. Вторые от края эстакад упираются в платформы станции Брайтон-Бич и используются только для отстоя поездов. Это когда-то была полоса отвода Sea View Railway, которая выполняла челночные рейсы к западу от станции Брайтон-Бич.
Пути отстоя, которые вторые от края эстакады, заканчиваются, упираясь в платформу к востоку от станции Ошен-Паркуэй, в то время как самые крайние пути заходят на станцию как локальные, а самые внутренние — как экспресс-пути (хоть маршрутами не используются). К западу от станции Ошен-Паркуэй внутренние и наружные пути сливаются, и по пути к станции Уэст Восьмая улица поднимаются на высоту верхнего уровня эстакады, при этом они проходят по середине эстакады, как обычно в таких случаях проходят экспресс-пути. Наружные неиспользуемые коридоры для путей остаются на том же уровне, а потом начинают снижаться до нижнего уровня эстакады. На этот уровень к востоку от станции Уэст Восьмая улица с севера примыкает линия Калвер (маршрут F).
К западу от станции Уэст Восьмая улица линия проходит по верхнему уровню эстакады, по нижнему проходит линия Калвер. Далее обе линии поворачивают на север и заходят на 8-путную конечную станцию Кони-Айленд, которая была построена в период 1917—1920 гг., а затем модернизирована в период 2001—2004 гг. Поезда линии Брайтон используют на ней 3-й и 4-й пути.

### Образование линии Франклин-авеню

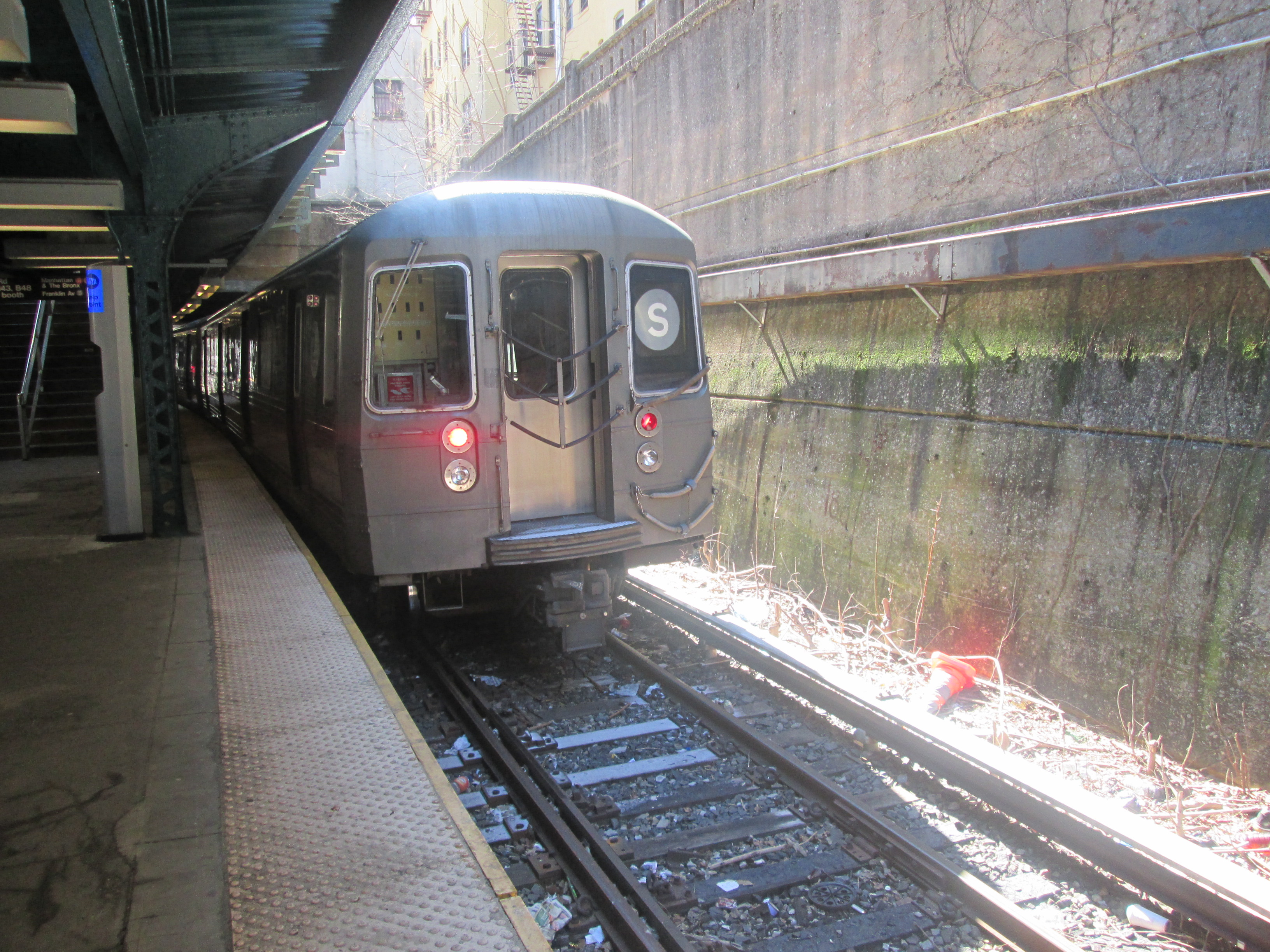
Поезд маршрута S, линии Франклин-авеню, Би-эм-ти

В связи с тем что 1 августа 1920 года Брайтонская линия стала частью линии Нью-Йоркского метрополитена, ведущей в Манхэттен, участок от Проспект-парка до Франклин-авеню стал малоиспользуемым. Учитывая, что почти все линии нью-йоркского метро в Бруклине вели разными путями к конечной Кони-Айленд, то по участку на Франклин-Авеню всё реже стали ходить поезда, только иногда были специальные рейсы по воскресеньям.
- В период 1940—1975 стоял вопрос о закрытии этого участка как ненужного аппендикса.
- Однако в 1975 году этот аппендикс стал отдельной линией под названием челнок Франклин-авеню и существует по сей день.

## Реконструкция линии в период с 2009 по 2011 год

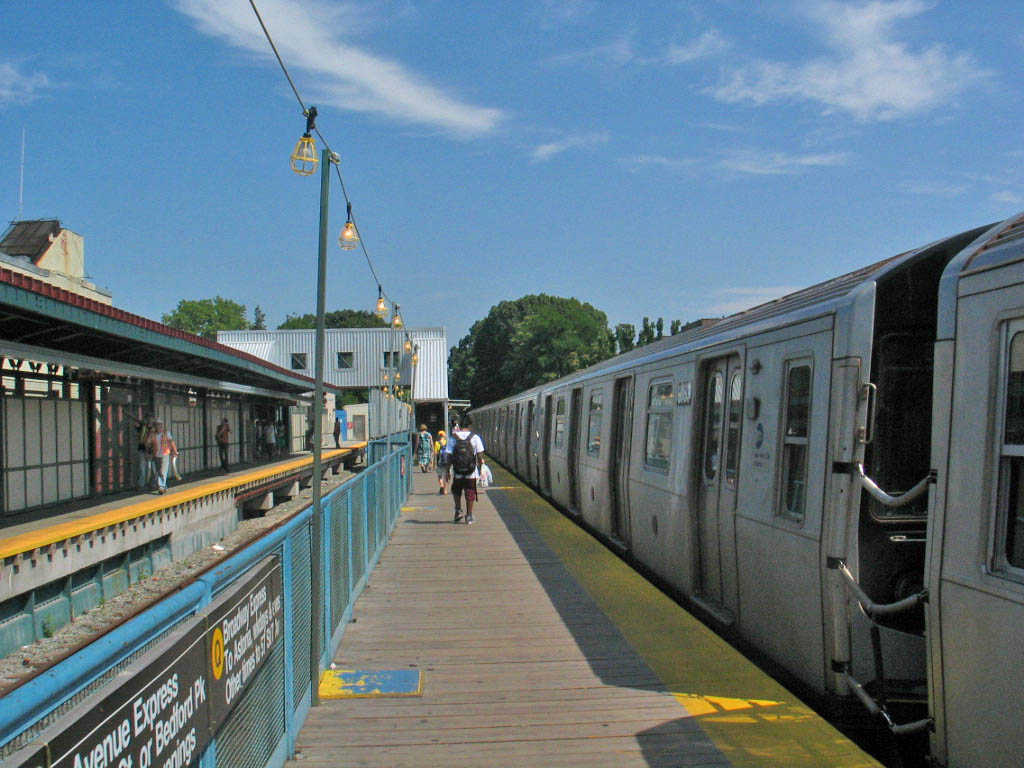
Временная платформа в период реконструкции в период 2009—2011 гг.

С лета 2009 по декабрь 2011 года участок линии от станции Ньюкерк-Плаза до Нек-роуд находился на реконструкции. Реконструкция линии проводилась в два этапа: первый (2009 — 2010 гг.), входе которого были отремонтированы платформы южного направления, второй (2010 — 2011 гг.), в ходе которого были отремонтированы платформы северного направления. На первом этапе локальные станции принимали поезда только в северном направлении, на втором — только в южном.
В обоих направлениях работали экспресс-станции Ньюкерк-Плаза, Кингс-Хайвей, Шипсхед-Бей, на станции Авеню Джей были установлены временные платформы для приёма поездов, идущих по работающим экспресс-путям. По той же технологии, но в другое время ремонтировались параллельные наземные линии в Бруклине, такие как линия Калвер и линия Си-Бич.

## Ретропробег Brighton Train Parade

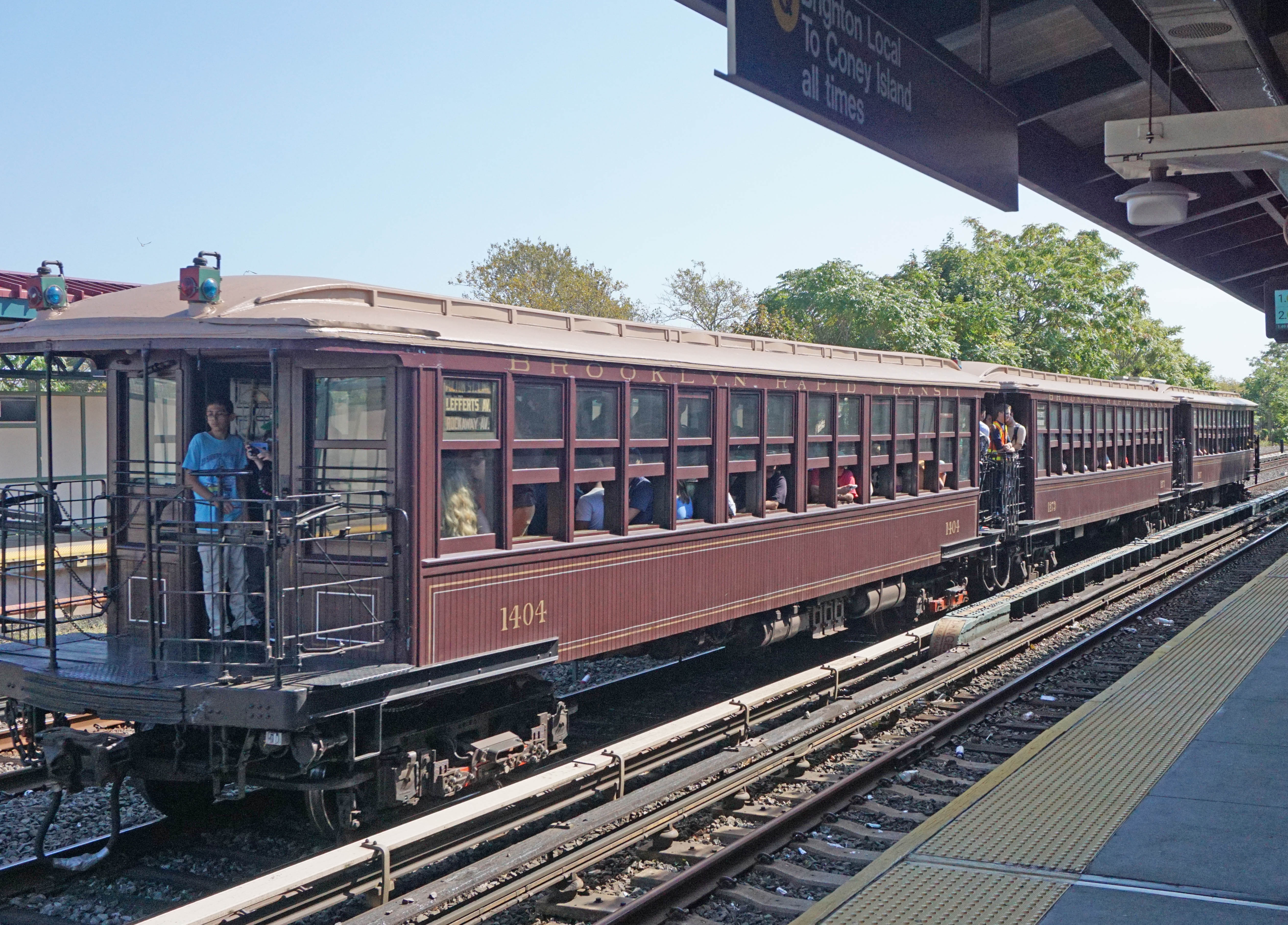
Самые старые составы Нью-Йорка — на ретропробеге

Начиная с июня 2015 года, каждое лето на линии проводится ретропробег, Brighton Train Parade. В один из июньских выходных по экспресс-путям данной линии курсируют несколько составов, состоящих из музейных вагонов. Существует два маршрута ретропробега: Brighton Beach — Kings Highway, и Brighton Beach — Ocean Parkway. В обоих вариантах вход и выход осуществляется только на станции Брайтон-Бич. Это сделано для того, чтобы ретро-поезда не использовались в пассажирском движении. Этот ретропробег абсолютно бесплатный для пассажиров метро.
В связи с пандемией коронавируса, начиная с 2020 года ретропробег не проводился.

## Ссылки

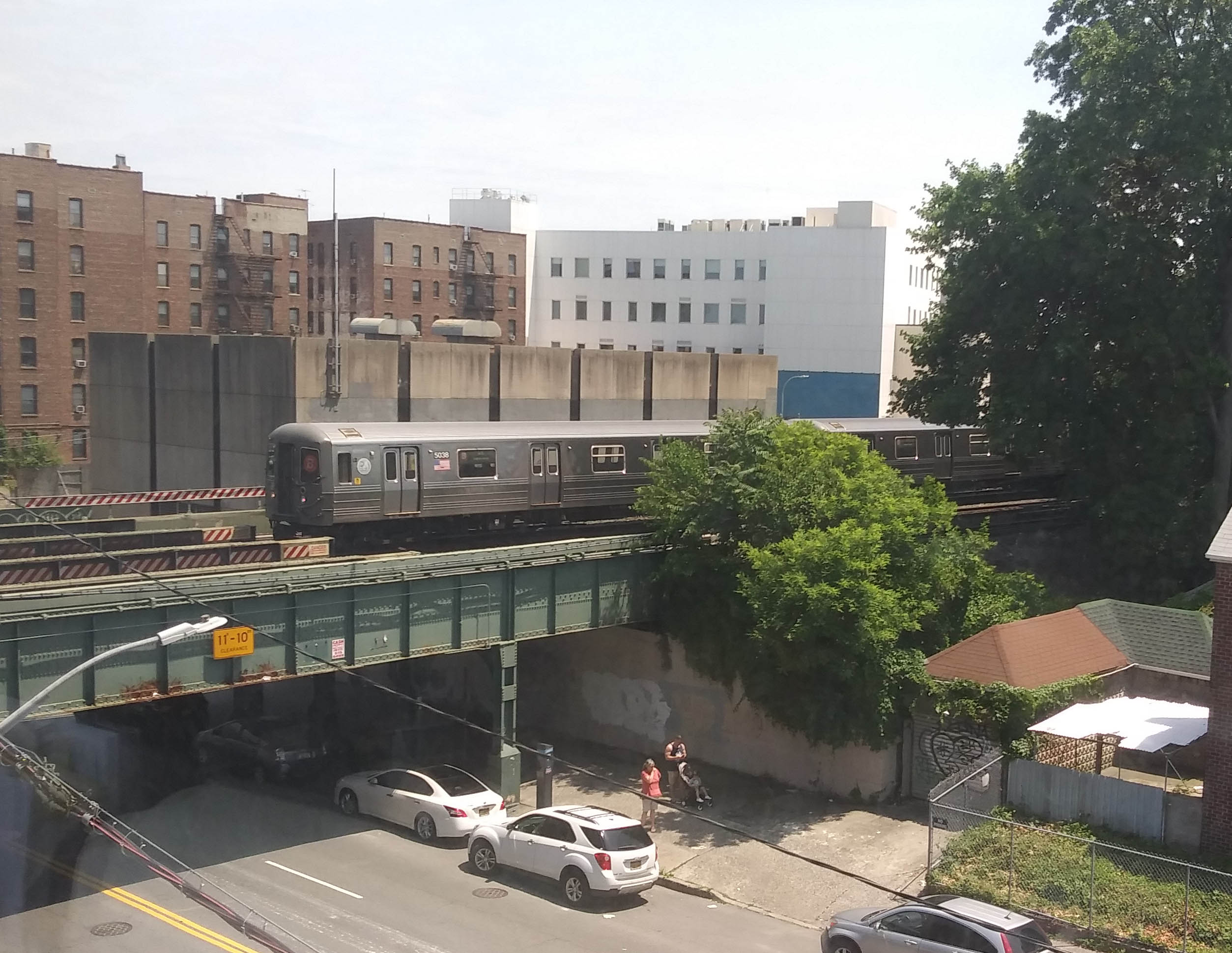
Поезд маршрута B идёт по мосту над авеню Пи, чуть севернее станции Кингс-Хайвей
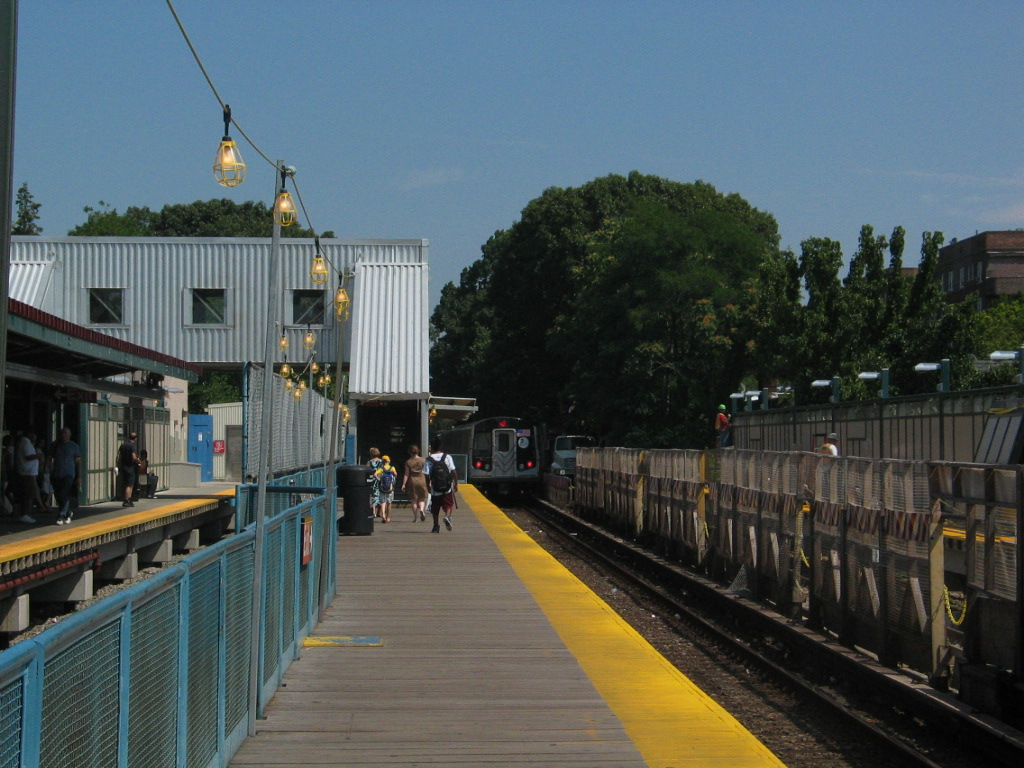
Временная платформа на станции Авеню Джей, во время ремонта путей в 2011 году
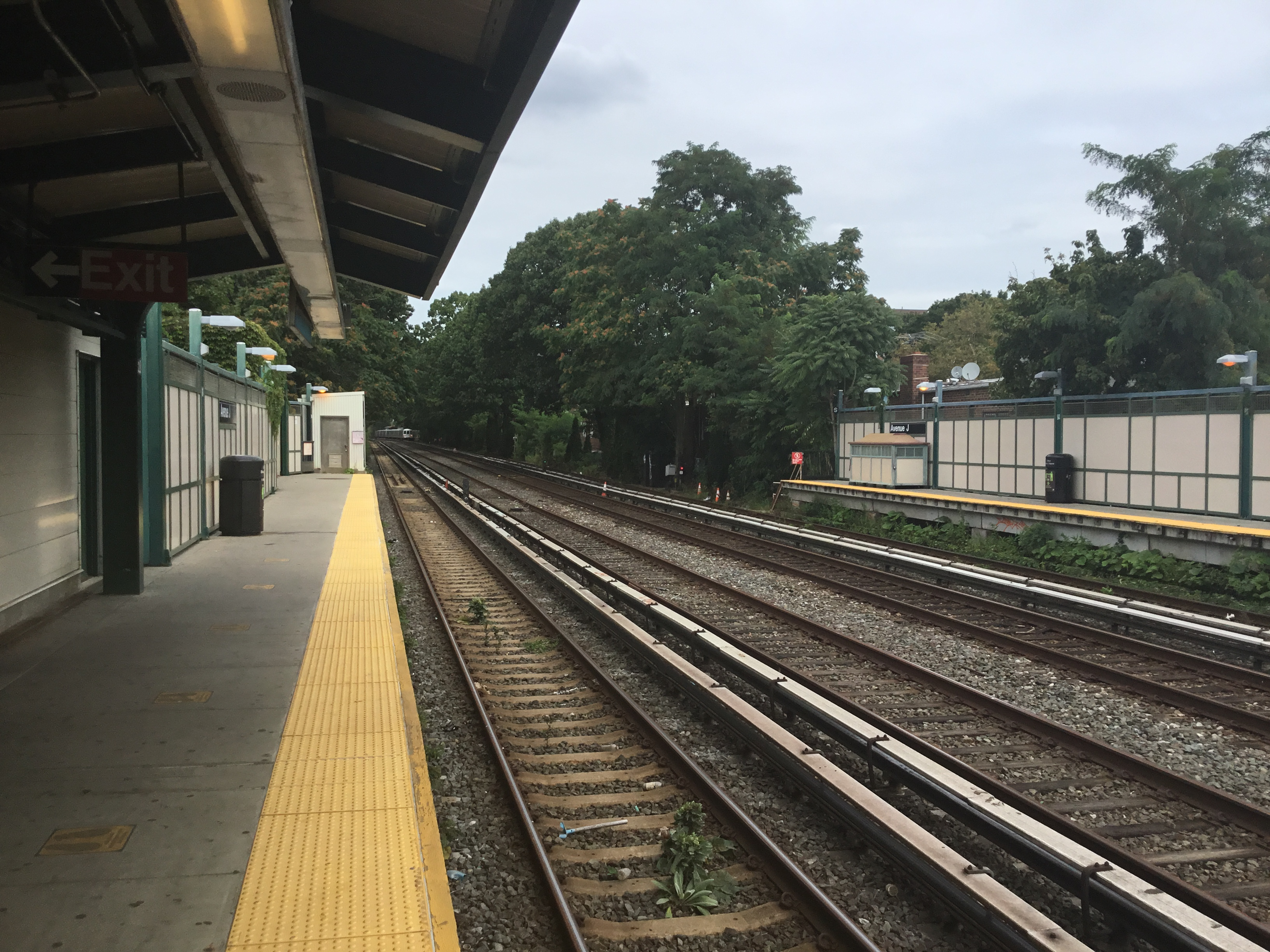
Станция Авеню Джей
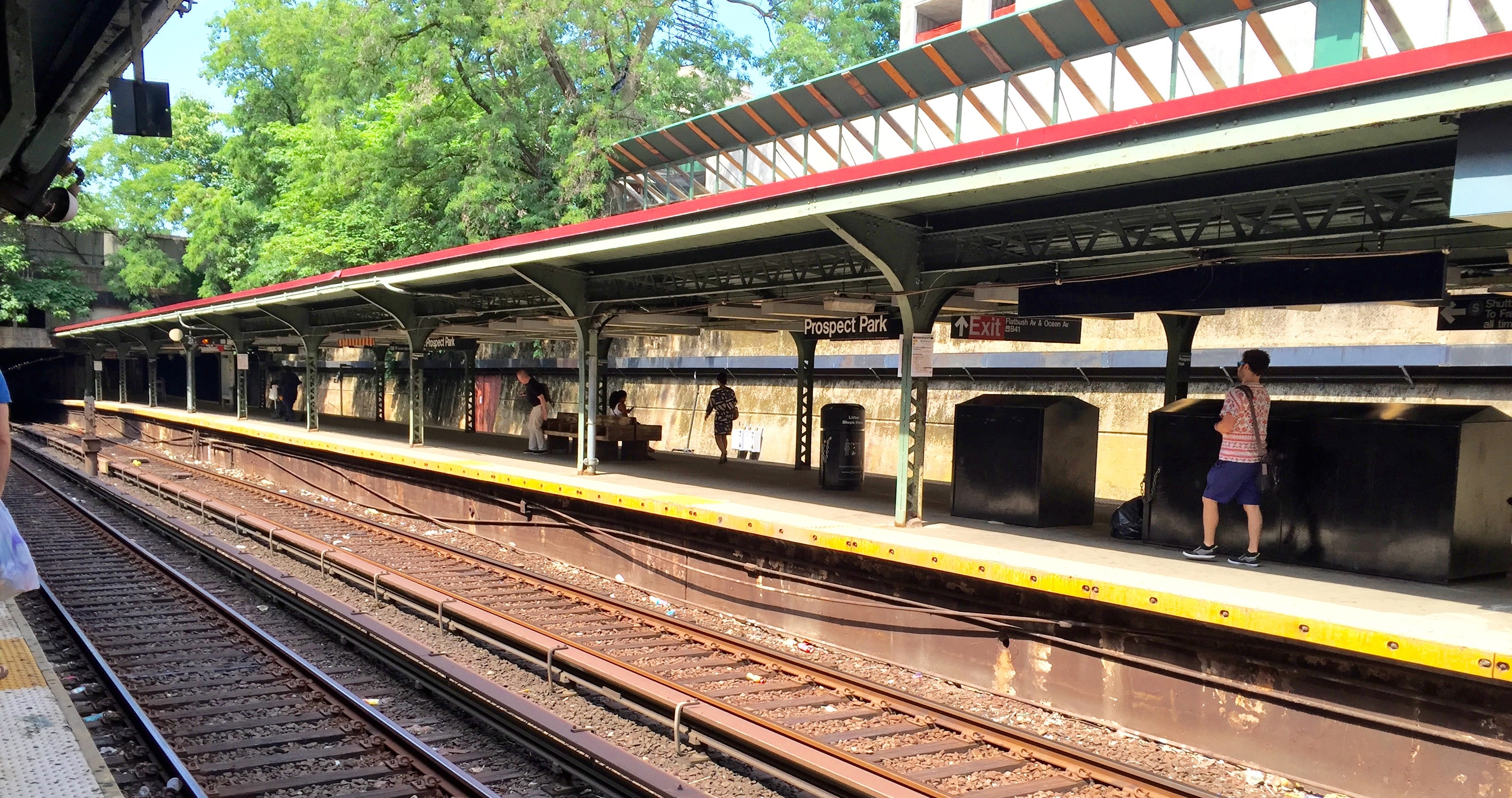
Станция Проспект-парк, платформа в сторону Манхэттена
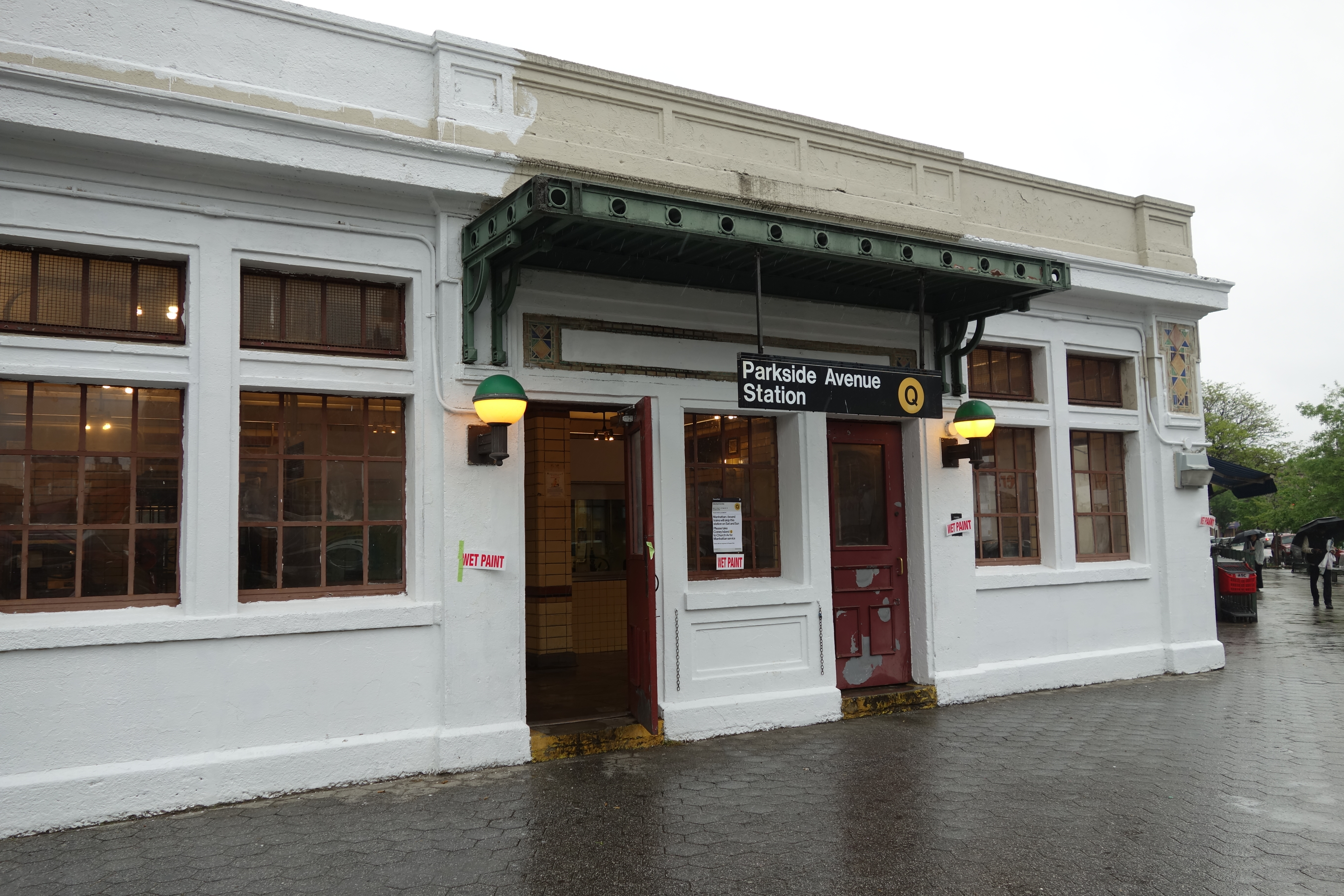
Станционный павильон станции Парксайд-авеню
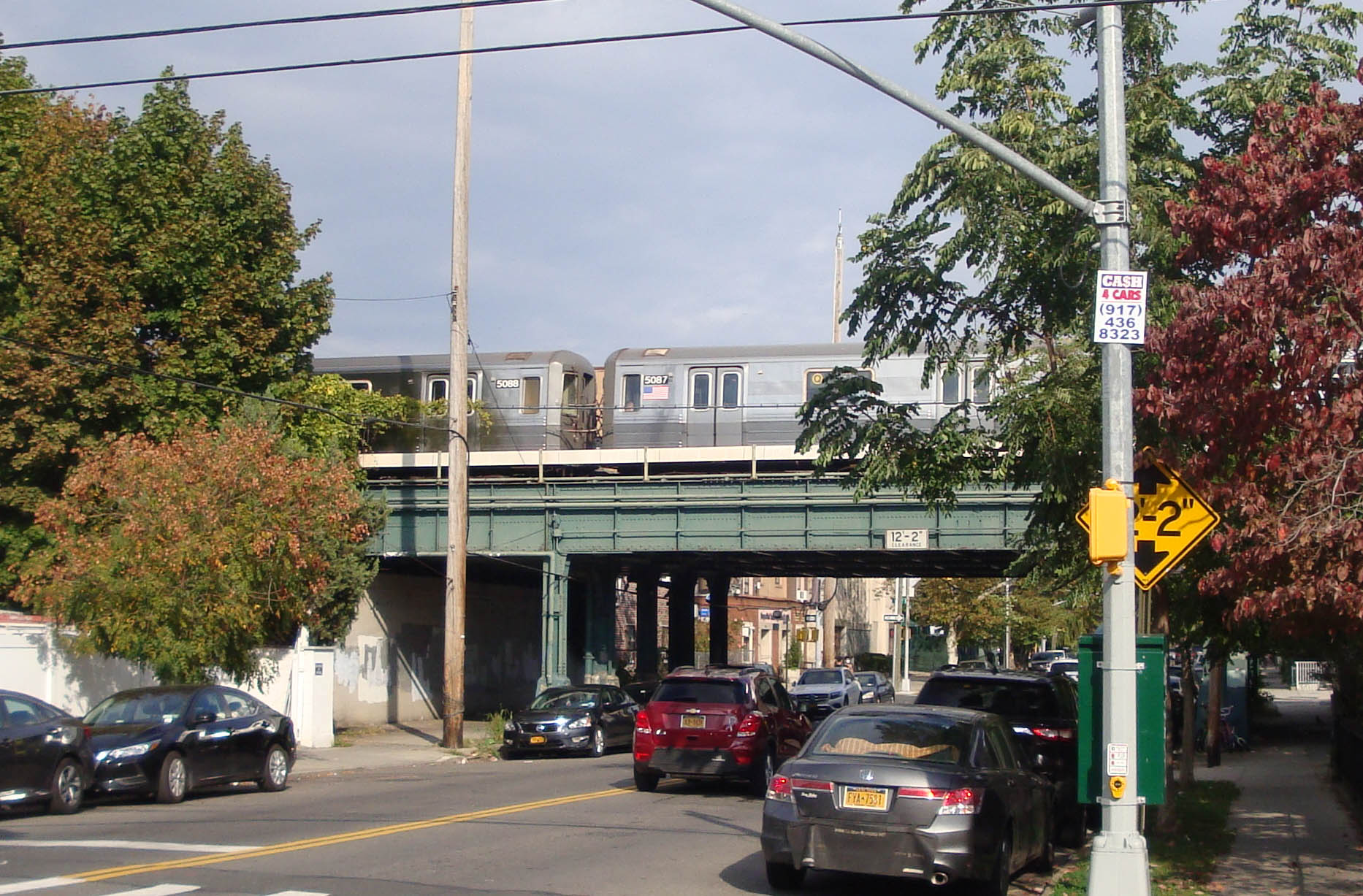
Там, где линия проходит по насыпи, она пересекает бруклинские авеню по мостам
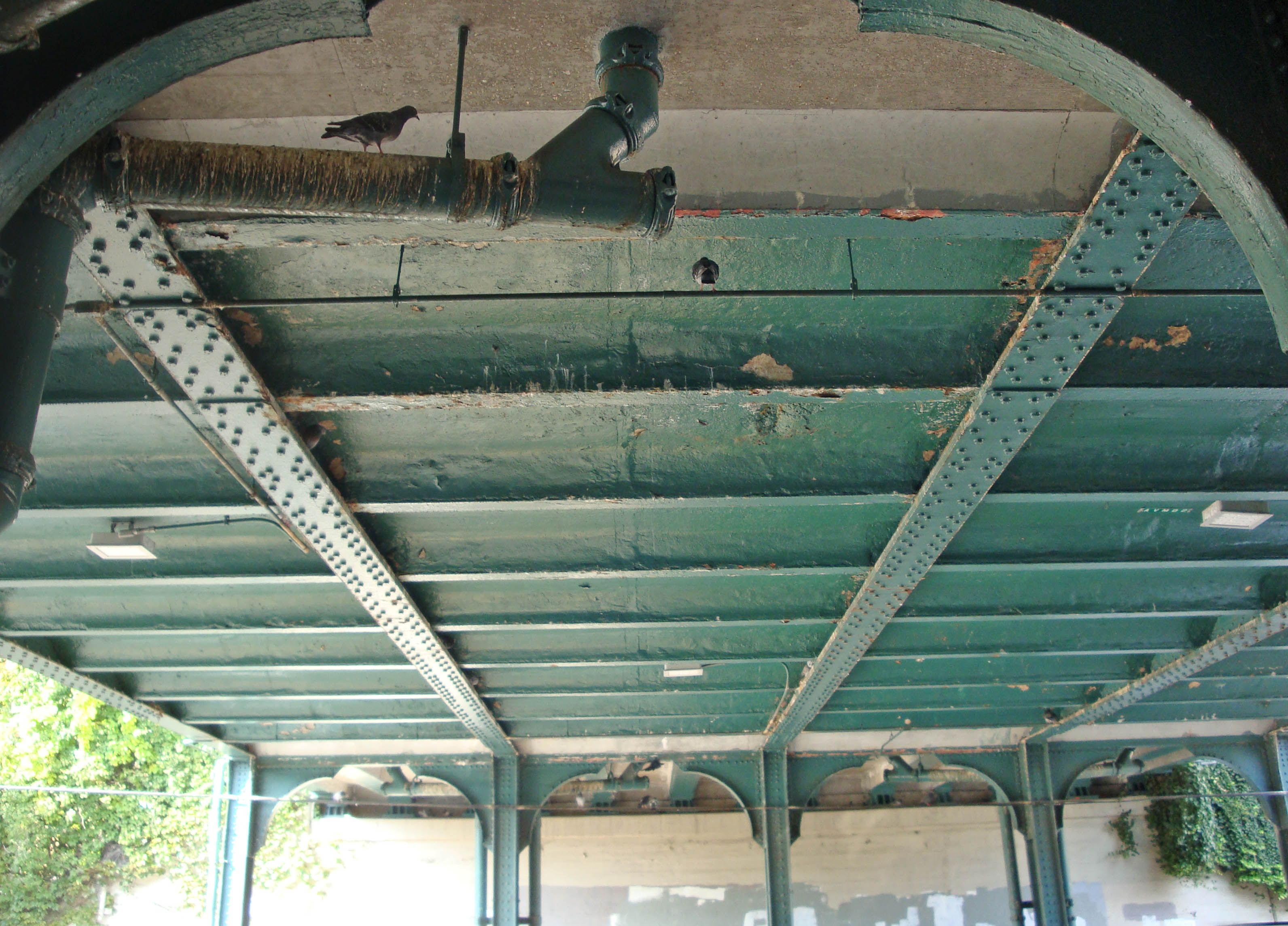
Ниижная часть моста, по которому линия пересекает авеню Ар
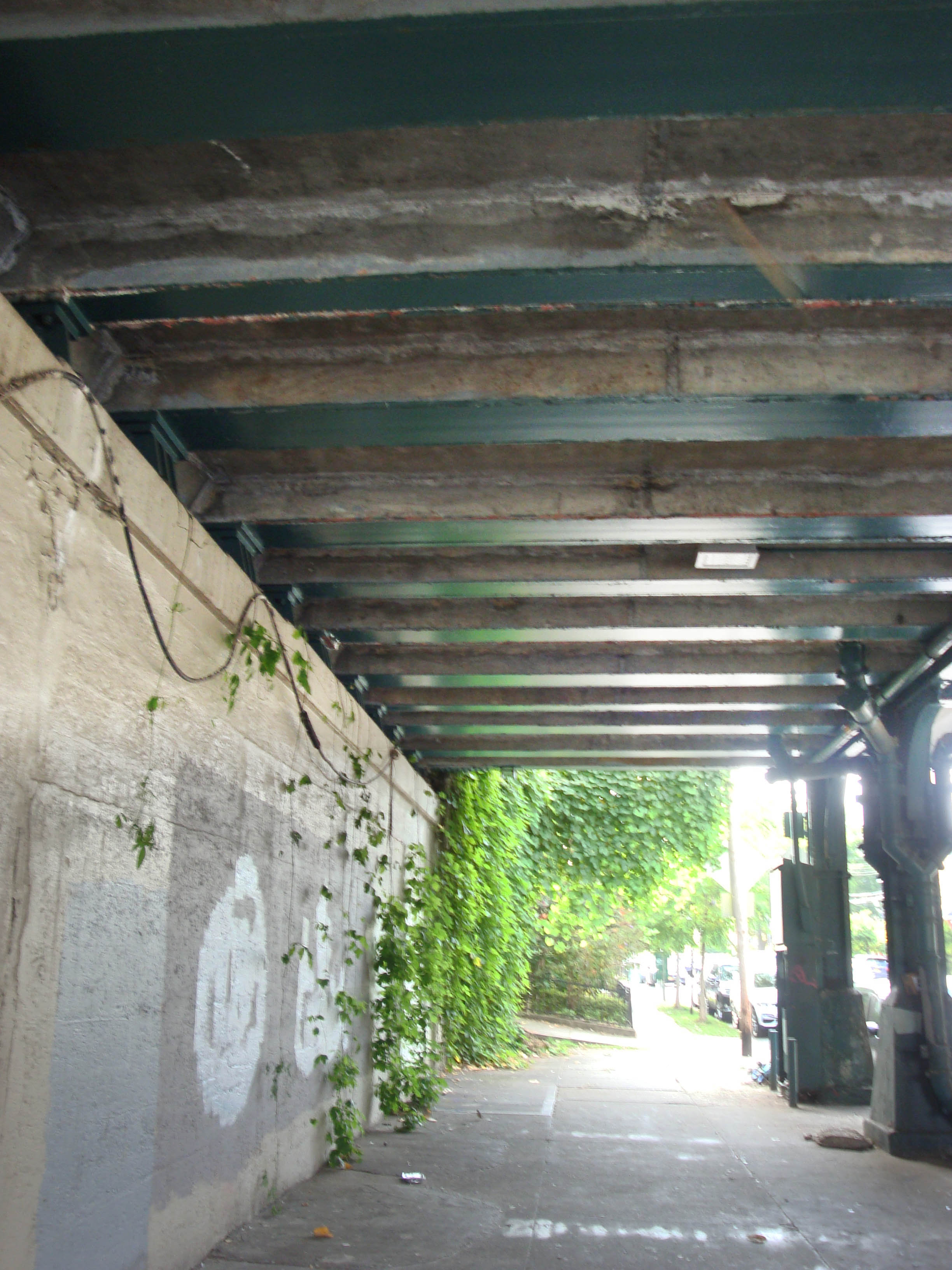
Пешеходная часть авеню под мостом
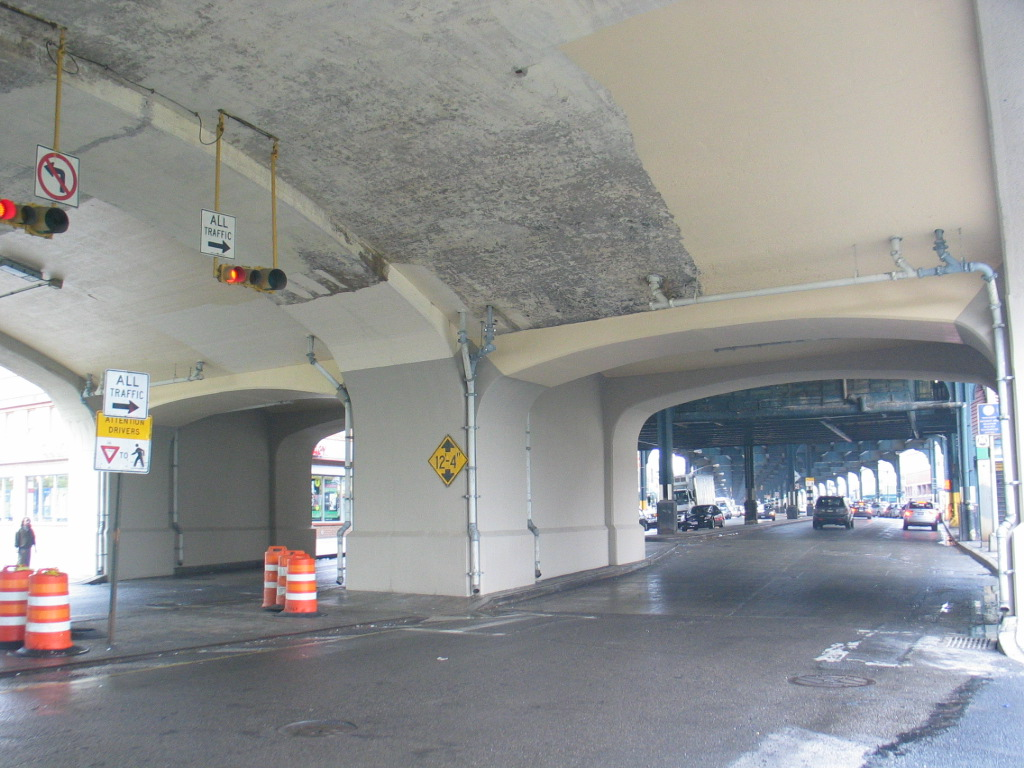
Опоры эстакады на пересечении Брайтон-Бич-авеню и Ошен-Паркуэй
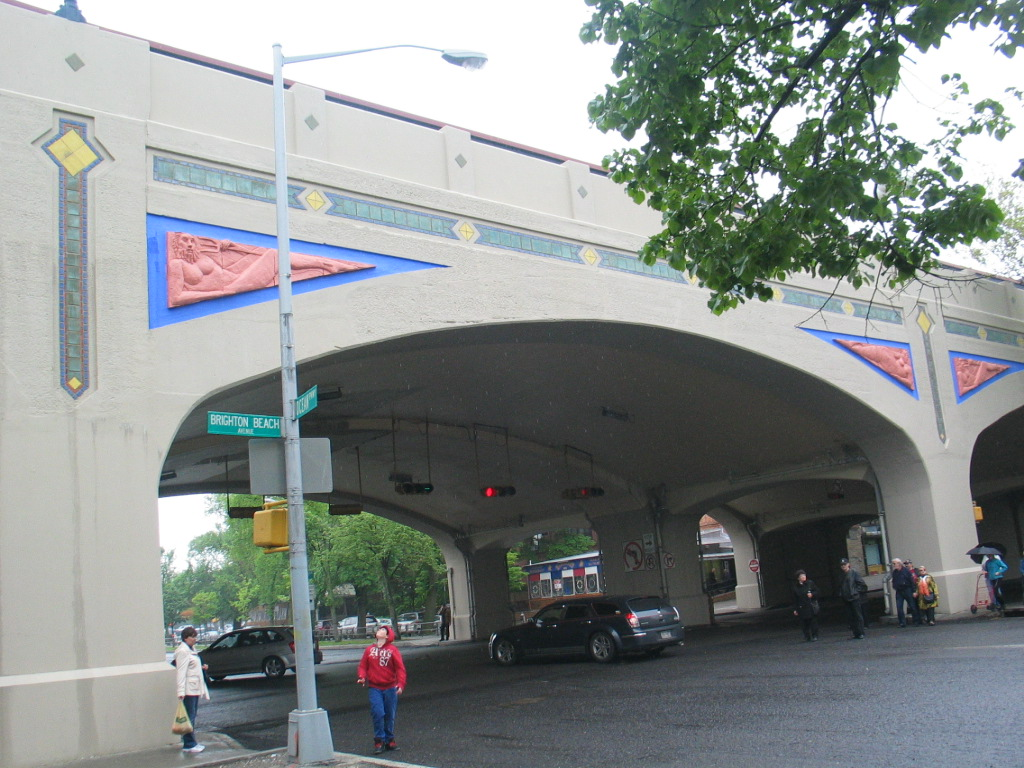
Станция Ошен-Паркуэй

## Список станций

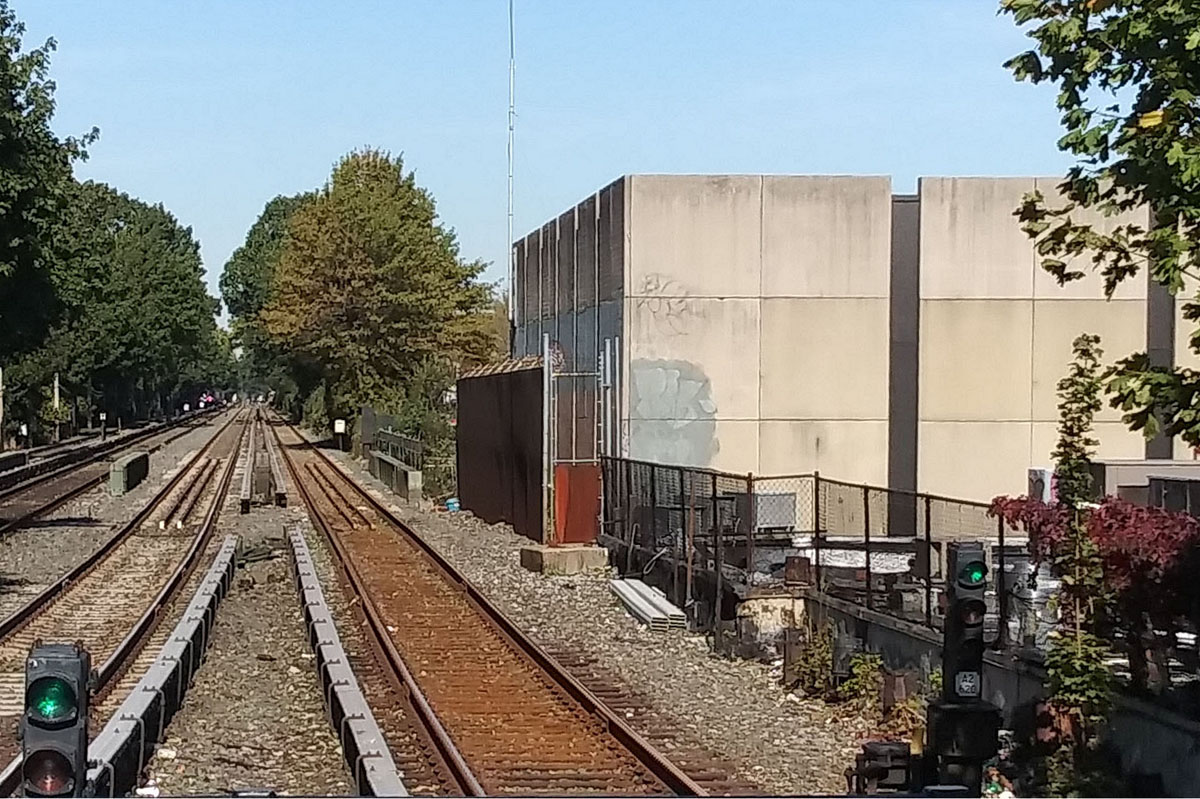
Полотно линии BMT Brighton Line, вид на север от станции Kings Highway

Проходящие по линии маршруты в зависимости от дня недели и времени суток
| Атлантик-авеню — Барклайс-центр — Седьмая авеню | День + вечер | Выходные + ночь |
| ----------------------------------------------- | ------------ | --------------- |
| Локальные пути                                  | (до 23:00)   | Q               |

| Парксайд-авеню — Брайтон-Бич | День + вечер | Выходные + ночь |
| ---------------------------- | ------------ | --------------- |
| Экспресс-пути                | (до 23:00)   | —               |
| Локальные пути               | Q            | Q               |

Станции на линии
| Условные обозначения |
| для дней и часов работы маршрутов (более точно указано во всплывающих подсказках при этих обозначениях): |
| --- |
| круглосуточно круглосуточно, кроме ночи круглосуточно, кроме будней днём (либо часов пик) в пиковом направлении в будни днём (и, возможно, вечером) в будни круглосуточно в часы пик в будни днём (либо в часы пик) в пиковом направлении в будни днём (либо в часы пик) в направлении, обратном пиковому в выходные ночью ночью и в выходные (и, возможно, вечером) нет движения поездов |

| N — ночью · N — ночью · R — круглосуточно · R — круглосуточно · W — часть рейсов в часы пик в пиковом направлении · W — часть рейсов в часы пик в пиковом направлении |  |  |  | B — в будни днём и вечером до 23:00 · B — в будни днём и вечером до 23:00 · D — круглосуточно · D — круглосуточно · N — круглосуточно, кроме ночи · N — круглосуточно, кроме ночи · Q — круглосуточно · Q — круглосуточно |
| |  |  |  | |

| B — в будни днём и вечером до 23:00 · B — в будни днём и вечером до 23:00 · D — ночью · D — ночью · N — ночью · N — ночью · Q — круглосуточно · Q — круглосуточно · R — круглосуточно · R — круглосуточно · W — часть рейсов в часы пик в пиковом направлении · W — часть рейсов в часы пик в пиковом направлении |
| На этой станции даны единым списком маршруты обеих линий, проходящих через неё |

| |  |  |
| D — круглосуточно · D — круглосуточно · N — круглосуточно · N — круглосуточно · R — круглосуточно · R — круглосуточно · W — часть рейсов в часы пик в пиковом направлении · W — часть рейсов в часы пик в пиковом направлении |  |  |
| |  |  |

| 2 — круглосуточно · 2 — круглосуточно · 3 — круглосуточно, кроме ночи · 3 — круглосуточно, кроме ночи · 4 — круглосуточно · 4 — круглосуточно · 5 — в будни днём · 5 — в будни днём                                           | Атлантик-авеню — Барклайс-центр |
| D — круглосуточно · D — круглосуточно · N — круглосуточно · N — круглосуточно · R — круглосуточно · R — круглосуточно · W — часть рейсов в часы пик в пиковом направлении · W — часть рейсов в часы пик в пиковом направлении | Атлантик-авеню — Барклайс-центр |
| вокзал Атлантик[англ.] |                                 |

| S (челнок Франклин-авеню) — круглосуточно · S (челнок Франклин-авеню) — круглосуточно |

|  |  |                                                                                       |
|  |  | S (челнок Франклин-авеню) — круглосуточно · S (челнок Франклин-авеню) — круглосуточно |
|  |  |                                                                                       |

| F — круглосуточно · F — круглосуточно · <F> — в часы пик в пиковом направлении · <F> — в часы пик в пиковом направлении |

| D — круглосуточно · D — круглосуточно · F — круглосуточно · F — круглосуточно · <F> — в часы пик в пиковом направлении · <F> — в часы пик в пиковом направлении · N — круглосуточно · N — круглосуточно |